# Perforin
Perforin je protein produkovaný NK buňkami a cytotoxickými T-lymfocyty. Název „perforin“ je odvozen od jeho fyziologické funkce - perforace cílové membrány. Lidský i myší perforin je kódován genem prf1, tento gen se u obou nachází na chromozomu 10. Strukturně a funkčně je perforin podobný komplementovým složkám C6, C7, C8a, C9, jež tvoří tzv. membránu atakující komplex (MAC).

## Produkce
Perforin je produkován cytotoxickými T-lymfocyty a NK buňkami. Perforin je syntetizován v drsném endoplazmatickém retikulu, poté cestuje do Golgiho aparátu, kde je dále posttranslačně modifikován a ukládán v cytoplazmě ve formě sekrečních granulí. Sekreční granula jsou podobná lysozomům, obsahují lysozomální proteázy a membránové proteiny, ale navíc ještě obsahují perforin, serinproteázy a granzymy. Uvolňování perforinu z buňky je řízeno regulovanou segrecí[zdroj?] do místa imunitní synapse mezi cytotoxickým T-lymfocytem nebo NK buňkou a cílovou buňkou.

## Funkce
Aktivita perforinu je závislá na vazbě Ca2+ iontů. Perforin v cílové membráně polymeruje a komplementu podobným způsobem tvoří pór. Cytotoxická aktivita perforinu se při vyšší koncentraci perforinu v imunitní synapsi projeví tvorbou velkých pórů v membráně, tím dojde k narušení osmolarity a následné k lýzi buňky. Druhým způsobem cytotoxické aktivity je spolupráce s granzymy, které pronikají póry, tvořenými perforinem, do cytosolu cílové buňky a spouští apoptickou kaskádu.
Po uvolnění perforinu do extracelulárního prostředí je jeho aktivita závislá na koncentraci Ca2+ iontů. Perforiny se na cílovou membránu vážou elektrostatickými interakcemi nebo v některých případech přes manosa-6-fosfátový receptor. Poté se hydrofobní částí zanořují do membrány a hydrofilní částí, která se nachází na extracelulární straně membrány, podporují další přidávání monomerů. Vnitřní velikost tvořených pórů může být v rozmezí 5-20 nm v závislosti na počtu přidaných monomerů. K vytvoření funkčního póru v membráně jsou potřeba pouze 3-4 molekuly perforinu, při přidání 20 a víc molekul perforinu jsou póry již viditelné elektronovým mikroskopem. Pro fyziologické působení perforinu jsou důležité hlavně menší póry, které umožňují vstup granzymů do cílové buňky. Velké póry mohou vznikat jen ve vysokých koncentracích perforinů v imunitní synapsi. Tyto velké póry již výrazně zvyšují propustnost membrány a vedou k lýze cílové buňky.